# Worstenbrood (België)
Worstenbrood is een broodje van brooddeeg, onder latere Franse invloed meestal bladerdeeg, waarin een of twee worsten verwerkt zijn. Het wordt doorgaans warm gegeten. Het worstenbrood wordt dan in de oven (of soms in de magnetron) opgewarmd voor consumptie.
De worsten zijn idealiter van gehakt gemaakt, maar ook frikandellen worden gebruikt. Worstenbrood met een frikandel heeft doorgaans maar een worst en wordt rond Antwerpen ook wel curryrol genoemd, naar de lokale benaming voor een frikandel: curryworst.
Worstenbroden werden vroeger door de slagers gemaakt. Ze maakten worst van de overschot van het vlees van de feestdagen en deden er een jasje van deeg omheen, zodat het niet opviel dat het in feite om oud vlees ging. Nu worden worstenbroodjes bij veel bakkers en slagers verkocht en niet langer met oud vlees gemaakt. Dat staat de gezondheidsinspectie niet meer toe. Wel is het toegestaan om separatorvlees te gebruiken. Er zijn buiten het traditionele worstenbrood verschillende varianten: dubbele, miniworstenbroodjes, soms ook met gestoofde witloof erbij.
Worstenbrood wordt vooral in de provincie Antwerpen traditioneel op verloren maandag, de dag na het Doopsel van Jezus die het einde van de kersttijd aangeeft, gegeten. De feestdag van het doopsel van Jezus valt op de eerste zondag na Driekoningen en verloren maandag dus de dag erna. Het is een traditie die voor de meesten geen religieuze betekenis heeft. Het worstenbrood wordt vaak gevolgd of vervangen door een appelbol. Op deze dag bieden sommige cafés of werkgevers in het Antwerpse dit als traktatie aan. 
Het broodje met gehakt is in de stad Antwerpen het hele jaar door verkrijgbaar. De variant met frikandel wordt overal in België aangeboden, onder meer bij bakkerijketens. In Nederland noemt men een variant met brooddeeg Brabants worstenbroodje.